# Chiclé

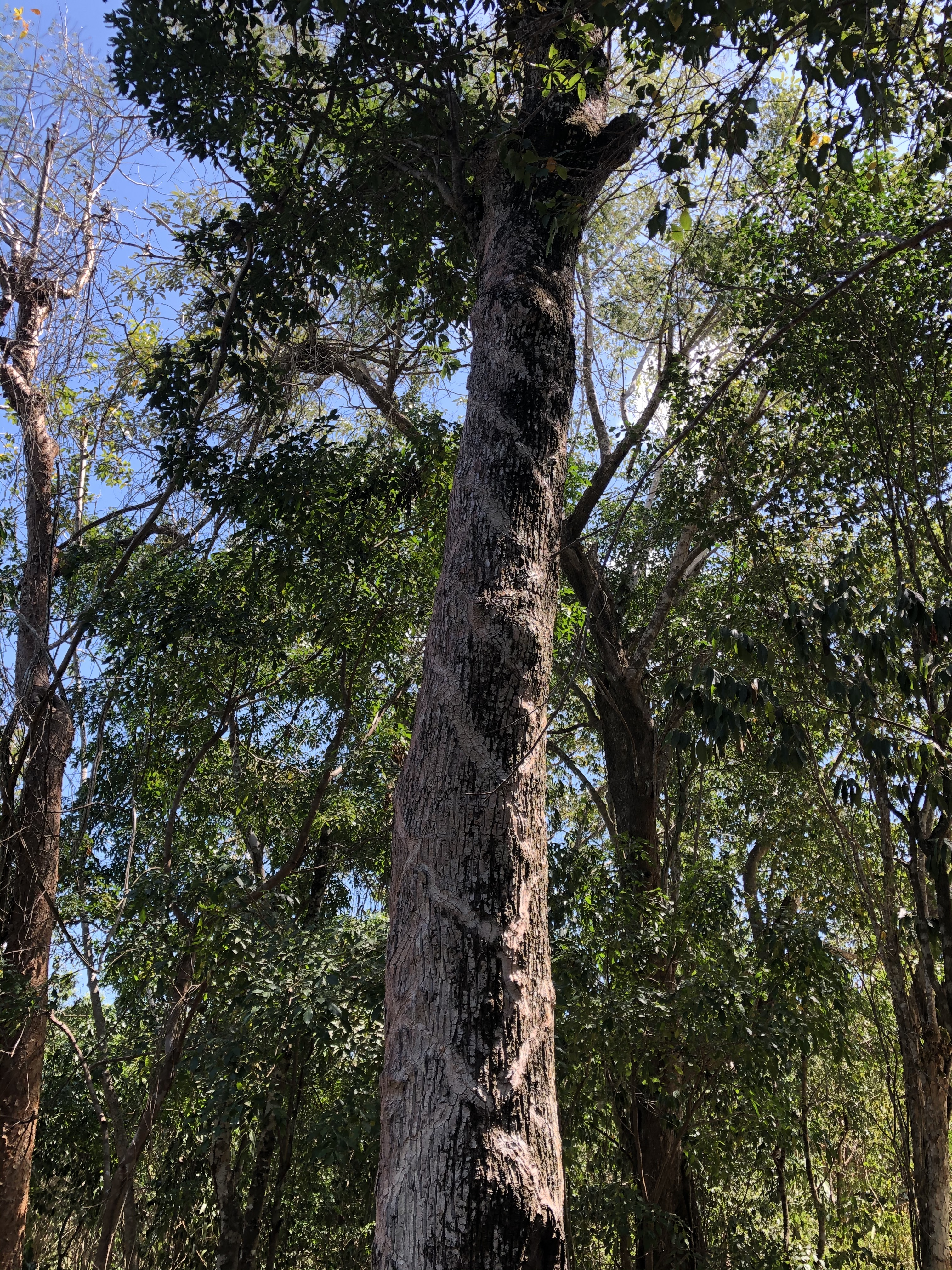
Un sapotillier sur le tronc duquel on distingue des incisions.

Le chiclé (prononcé « tchiclé » ; du nahuatl tzictli, littéralement « pâte collante ») est une gomme naturelle qui provient de l'espèce mésocaméricaine Manilkara comprenant des arbres comme le Manilkara zapota (Sapotillier), Manilkara chicle (en), Manilkara staminodella (sv), et Manilkara bidentata.
Une autre espèce, Mimusops globosa, est également utilisée.

## Histoire
Le chiclé était bien connu et utilisé selon diverses recettes et méthodes par les Amérindiens mayas et aztèques. Il permettait de contenir la faim, la soif et de maintenir l'haleine fraîche. Les Mayas l'utilisaient pour combler leurs caries. 
Chez les Aztèques, seules les courtisanes, les enfants et les femmes pouvaient le mâcher sans subir de réprobation sociale (les hommes qui le faisaient étaient quant à eux jugés « efféminés » ).
Le mot maya tsicte semble avoir donné le mot chiclé. En espagnol moderne, ce mot désigne le chewing-gum ou gomme à mâcher. En portugais et en brésilien, le mot chicla désigne également la gomme à mâcher ; en grec, le mot τσίχλα (tsichla), également. En français, on retrouve les régionalismes de même sens chiclet et chiclette (Belgique et Suisse romande).
Ces arbres produisent également des fruits qui ont la taille d'une prune et ont une chair brune translucide, ils étaient déjà consommés par les premiers habitants du continent.

## Production
L'extraction de leur sève, qui va former une gomme, est similaire à celle du latex : on incise l'écorce au niveau du tronc et on récolte cette substance dans un godet. Cette sève est ensuite bouillie jusqu'à ce qu'elle s'épaississe. Les personnes qui récoltent cette substance sont appelées chicleros.
Ce fut longtemps la matière utilisée traditionnellement dans la fabrication des premiers chewing-gum, inventé par un groupe d'Américains, dont Thomas Adams, qui formèrent l'American Chicle Company, à la fin du XIXe siècle. 
En 1952, le Gouvernement du Guatemala fut forcé d'aider massivement ses paysans victimes de l'exode rural, face à la William Wrigley Company, l'entreprise américaine de gomme à mâcher fondée par William Wrigley, qui rachetait massivement l'ensemble des terres dans le but de les convertir en zone de monoproduction destinée à la récolte du chiclé.
Beaucoup de chewing-gums sont, depuis les années 1960, à base de polymères, tels le polyisobutylène, obtenus à partir du pétrole. Il existe cependant quelques marques de gomme à mâcher qui continuent d'utiliser du chiclé, mais de façon écoresponsable.